# Euphausia gibboides
Euphausia gibboides är en kräftdjursart som beskrevs av Ortmann 1893. Euphausia gibboides ingår i släktet Euphausia och familjen lysräkor. Inga underarter finns listade i Catalogue of Life.